# Ácido 3-metoxifenilpropiônico
Ácido 3-metoxifenilpropiônico (português brasileiro) ou ácido 3-metoxifenilpropiónico (português europeu) é o composto orgânico de fórmula molecular C11H14O3, fórmula linear CH3OC6H4CH2CH2CO2H e massa molecular 180,2. Apresenta ponto de fusão de 43-45 °C. É classificado com o número CAS 10516-71-9, CBNumber CB3246306, número EC 234-049-6, número MDL MFCD00014027 e PubChem 24861708. Tem como sinônimos ácido 3-metoxiidrocinâmico, ácido m-metoxiidrocinâmico, ácido 3-metoxibenzenopropanoico, ácido 3-metoxibenzenopropiônico (português brasileiro) ou ácido 3-metoxibenzenopropiónico (português europeu), ácido 3-(3-metoxifenil)propiônico (português brasileiro) ou ácido 3-(3-metoxifenil)propiónico (português europeu), ácido 3-(3-metoxifenil)propanoico, ácido 3-metoxi-β-fenilpropiônico (português brasileiro) ou ácido 3-metoxi-β-fenilpropiónico (português europeu) ou ácido 3-(m-metoxifenil)propiônico (português brasileiro) ou ácido 3-(m-metoxifenil)propiónico (português europeu).